# Gyuu
『Gyuu』（ぎゅっ）は、奥井雅美の1stアルバム。1995年4月21日にスターチャイルドから発売された。

## 背景
- キャッチコピーは『やっと巡り会えた! おまたせしました。やっとあなたに会えました』。タイトルの由来は『ぎゅっとつまった』という意味からきている。
- 1993年から1994年にリリースされた曲を中心に収録されているが、セカンドシングル「夢にこんにちは〜ウイロータウン物語〜」「リバプールへおいで」は収録されていない。
- 今作から3rdアルバム『Ma-KING』までは、発売当初ベスト・アルバムとして発売されたが[注釈 1][1]、2001年に発売された『S-mode #1』がリリースしてからは、オリジナルアルバムとしてナンバリングされている。

## 制作
- 作詞家・作曲家から提供された楽曲を中心に歌っていたが、本アルバムの制作にあたり、自ら曲を書き下ろした楽曲も収録されている。
- 「誰よりもずっと…」「I WAS BORN TO FALL IN LOVE」「FULL UP MIND」「BEATS the BAND」は、特に表記はないが、シングルと別バージョンになっている。

## 音楽性
- 2曲目の「Moonlight Angel -明日に向かって-」は、奥井が初めて作詞・作曲を手がけた楽曲で、OVA『宇宙の騎士テッカマンブレードII』のテーマソングとして制作し、國府田マリ子が歌唱した楽曲のセルフカバー。オリジナル盤はサウンドトラック『宇宙の騎士 テッカマンブレードII NEVER SAY, NEVER AGAIN』に収録されている[2]。
- 7曲目の「FACE」は、島津冴子のカバーで、OVA『万能文化猫娘』のサウンドトラック『万能文化猫娘 SOUND PHASE-OVI』に収録されている[3]。
- 11曲目の「Energy」は、2004年に発売されたベスト・アルバム『S-mode #2』に、ボーナス・トラックとして新たにレコーディングされた「Energy〜be-show version〜」が収録されている[4]。
- 13曲目の「誰よりもずっと…」は、ノンクレジットだがアルバムバージョンであり、バック演奏はピアノのみとなっている。
- 14曲目の「Bay side love story -from tokyo-」は、ムード歌謡風味の楽曲となっている[注釈 2]。当初はキャラクターソングの提供曲として依頼され制作されたものの、結果的にはお蔵入りになったという[5]。

## 収録曲
| #         | タイトル                             | 作詞         | 作曲      | 編曲             | 時間  |
| --------- | ------------------------------------ | ------------ | --------- | ---------------- | ----- |
| 1.        | 「REINCARNATION」                    | 有森聡美     | 工藤崇    | 矢吹俊郎         | 3:55  |
| 2.        | 「Moonlight Angel -明日に向かって-」 | 奥井雅美     | 奥井雅美  | 矢吹俊郎・大平勉 | 4:48  |
| 3.        | 「I WAS BORN TO FALL IN LOVE」       | 有森聡美     | 中崎英也  | 中崎英也         | 4:30  |
| 4.        | 「両手いっぱいの夢」                 | 有森聡美     | 工藤崇    | 矢吹俊郎         | 4:07  |
| 5.        | 「FULL UP MIND」                     | 有森聡美     | 中崎英也  | 中崎英也         | 4:10  |
| 6.        | 「BEATS the BAND」                   | Mamie D. Lee | 池永慎    | Vink             | 5:33  |
| 7.        | 「FACE」                             | 有森聡美     | 大平勉    | 大平勉           | 4:33  |
| 8.        | 「不思議な夜」                       | 奥井雅美     | 奥井雅美  | 矢吹俊郎         | 5:07  |
| 9.        | 「My Jolly Days」                    | 木本慶子     | 大平勉    | Vink             | 5:47  |
| 10.       | 「It's DESTINY-やっと巡り会えた-」   | 有森聡美     | 工藤崇    | 矢吹俊郎         | 5:20  |
| 11.       | 「Energy」                           | 奥井雅美     | 奥井雅美  | 矢吹俊郎         | 4:19  |
| 12.       | 「Live alone…千年たっても」          | 有森聡美     | 工藤崇    | 矢吹俊郎         | 3:53  |
| 13.       | 「誰よりもずっと…」                  | 有森聡美     | 渡辺俊幸  | 大平勉           | 3:41  |
| 14.       | 「Bay side love story -from tokyo-」 | 奥井雅美     | 奥井雅美  | 矢吹俊郎・大平勉 | 4:18  |
| 合計時間: | 合計時間:                            | 合計時間:    | 合計時間: | 合計時間:        | 64:01 |

## 参加ミュージシャン
- All Songs Chorused by 奥井雅美

| REINCARNATION - E.Guitar : 矢吹俊郎 - Keyboards : 大平勉 - Synthesizer Programming : 矢吹俊郎 & 大平勉 Moonlight Angel -明日に向かって- - E.Guitar : 矢吹俊郎 - Drums : 江口信夫 - Bass : 山田貢司 - Chorus & Voice : 副田研二 - Synthesizer Programming : 矢吹俊郎 & 大平勉 I WAS BORN TO FALL IN LOVE - E.Guitar : 中崎英也 - A.Guitar : 矢吹俊郎 両手いっぱいの夢 - E.Guitar : 矢吹俊郎 - Keyboards : 大平勉 - Chorus & Voice : 副田研二 - Synthesizer Programming : 矢吹俊郎 & 大平勉 FULL UP MIND - E.Guitar : 中崎英也 BEATS the BAND - E.Guitar : 矢吹俊郎 - Keyboards : 大平勉 - Drums : 江口信夫 - Bass : 松原秀樹 - Alto & Tenor Sax : 包国充 - Chorus & Voice : 松村香澄 - Synthesizer Programming : 矢吹俊郎 & 大平勉 FACE - E.Guitar : 矢吹俊郎 - Keyboards : 大平勉 - Synthesizer Programming : 矢吹俊郎 & 大平勉 | 不思議な夜 - A.Guitar : 矢吹俊郎 - Drums : 江口信夫 - Bass : 住吉中 - Synthesizer Programming : 矢吹俊郎 & 大平勉 My Jolly Days - E.Guitar : 矢吹俊郎 - Keyboards : 大平勉 - Drums : 江口信夫 - Synthesizer Programming : 矢吹俊郎 & 大平勉 It's DESTINY-やっと巡り会えた- - E.Guitar : 矢吹俊郎 - Keyboards : 大平勉 - Chorus & Voice : 副田研二 - Synthesizer Programming : 矢吹俊郎 & 大平勉 Energy - E.Guitar : 矢吹俊郎 - Keyboards : 大平勉 - Chorus & Voice : 副田研二 - Synthesizer Programming : 矢吹俊郎 & 大平勉 Live alone…千年たっても - E.Guitar : 矢吹俊郎 - Keyboards : 大平勉 - Synthesizer Programming : 矢吹俊郎 & 大平勉 誰よりもずっと… - A.Piano : 大平勉 - Synthesizer Programming : 矢吹俊郎 & 大平勉 Bay side love story -from tokyo- - E.Guitar : 矢吹俊郎 - Keyboards : 大平勉 - Chorus & Voice : 副田研二 - Tambourine : 森本耕司 - Synthesizer Programming : 矢吹俊郎 & 大平勉 |

## タイアップ
| 曲名                           | タイアップ                                                       | 備考                                         |
| ------------------------------ | ---------------------------------------------------------------- | -------------------------------------------- |
| REINCARNATION                  | OVA『宇宙の騎士テッカマンブレードII』オープニングテーマ          | 4thシングル。                                |
| I WAS BORN TO FALL IN LOVE     | OVA『コンパイラ』オープニングテーマ                              | 3rdシングル。                                |
| 両手いっぱいの夢               | OVA『宇宙の騎士テッカマンブレードII』イメージソング              | 4thシングルのカップリング。                  |
| FULL UP MIND                   | OVA『コンパイラ』エンディングテーマ                              | 3rdシングルのカップリング。                  |
| BEATS the BAND                 | 東映アニメスペシャル『GS美神 極楽大作戦!!』挿入歌                | 5thシングルのカップリング。                  |
| FACE                           | テレビ東京系アニメーション『新世紀エヴァンゲリオン』第4話挿入歌  | 最後の場面で使用。                           |
| 不思議な夜                     | テレビ東京系アニメーション『新世紀エヴァンゲリオン』第22話挿入歌 | ラジオから流れている。                       |
| My Jolly Days                  | 東映アニメスペシャル『GS美神 極楽大作戦』エンディングテーマ      | 5thシングル。                                |
| It's DESINY -やっと巡り会えた- | OVA『宇宙の騎士テッカマンブレードII』エンディングテーマ          | 6thシングル。                                |
| Energy                         | OVA『女神天国』イメージソング                                    | サウンドトラックには収録されていない。       |
| Live alone…千年たっても        | OVA『宇宙の騎士テッカマンブレードII』エンディングテーマ          | 6thシングルのカップリング。                  |
| 誰よりもずっと…                | OVA『ふぁんたじあ』主題歌                                        | メジャーデビューシングル。                   |
| Bay side story -from tokyo-    | テレビ東京系アニメーション『新世紀エヴァンゲリオン』第4話挿入歌  | 箱根湯本駅で流れている。                     |
| Bay side story -from tokyo-    | テレビ東京系アニメーション『新世紀エヴァンゲリオン』第21話挿入歌 | ラーメンを食べる場面でラジオから流れている。 |